# Neustupov
Neustupov (Duits: Neustupau) is een Tsjechische marktstad (Tsjechisch: městys) in de regio Midden-Bohemen en maakt deel uit van het district Benešov. De stad ligt op 17 kilometer afstand van Vlašim.
Neustupov telt 557 inwoners (2025).

## Geografie
De gemeente bestaat uit de volgende plaatsen:
- Neustupov
- Barčov
- Bořetice
- Broumovice
- Chlístov
- Dolní Borek
- Hojšín
- Jiřetice
- Královna
- Podlesí
- Sedlečko
- Slavín
- Vlčkovice
- Vrchy
- Záhoříčko
- Zálesí
- Žinice

## Geschiedenis
De eerste schriftelijke vermelding van Neustupov dateert van 1185 (Neostupov). Waarschijnlijk werd onder Peter z Neustupov een fort gebouwd, dat voor het eerst in 1520 werd genoemd. Karel Ernst van Bissingen gaf Neustupov in 1666 het recht om viermaal per jaar een markt te mogen houden, wat inhield dat het dorp tot marktstad werd verheven. Eind zestiende eeuw kwam Neustupov in het bezit van Eva Kaplířová, die getrouwd was met Kašpar Kaplíř z Sulevice (laatstgenoemde werd in 1621 op het Oude Stadsplein geëxecuteerd). Zij liet het kasteel uitbreiden met een noordvleugel in renaissancestijl. Het bezit van de Kaplířs werd in 1621 geconfisqueerd, waarna de stad eigendom werd van Baltazar Marradas. Ergens in de loop der eeuwen werd Neustupov weer een dorp.
In 1919 werd het dorp overgedragen aan graaf Artuš Aichelburg. Onder zijn bestuur werd onder meer een houten uitkijktoren gebouwd op de Mezivratechberg. Sinds 1960 maakt Neustupov deel uit van het district Benešov en op 10 oktober 2006 verkreeg het dorp opnieuw het predicaat marktstad.

## Verkeer en vervoer

### Autowegen
Neustupov is te bereiken via diverse regionale wegen. 

### Spoorlijnen
Er is geen station in Neustupov. Het dichtstbijzijnde station is in Votice, op zo'n acht kilometer afstand. Dat station ligt aan spoorlijn 220 van Praag naar Tábor.

### Buslijnen
Er zijn diverse bushaltes in de gemeente, die Neustupov verbinden met onder andere Votice, Mladá Vožice en Benešov.

## Bezienswaardigheden
- Maria-Hemelvaartkerk op het stadsplei;
- Kasteel Neustupov op het stadsplein;
- Joodse begraafplaats uit de zeventiende eeuw;
- Pastorie.

## Galerij

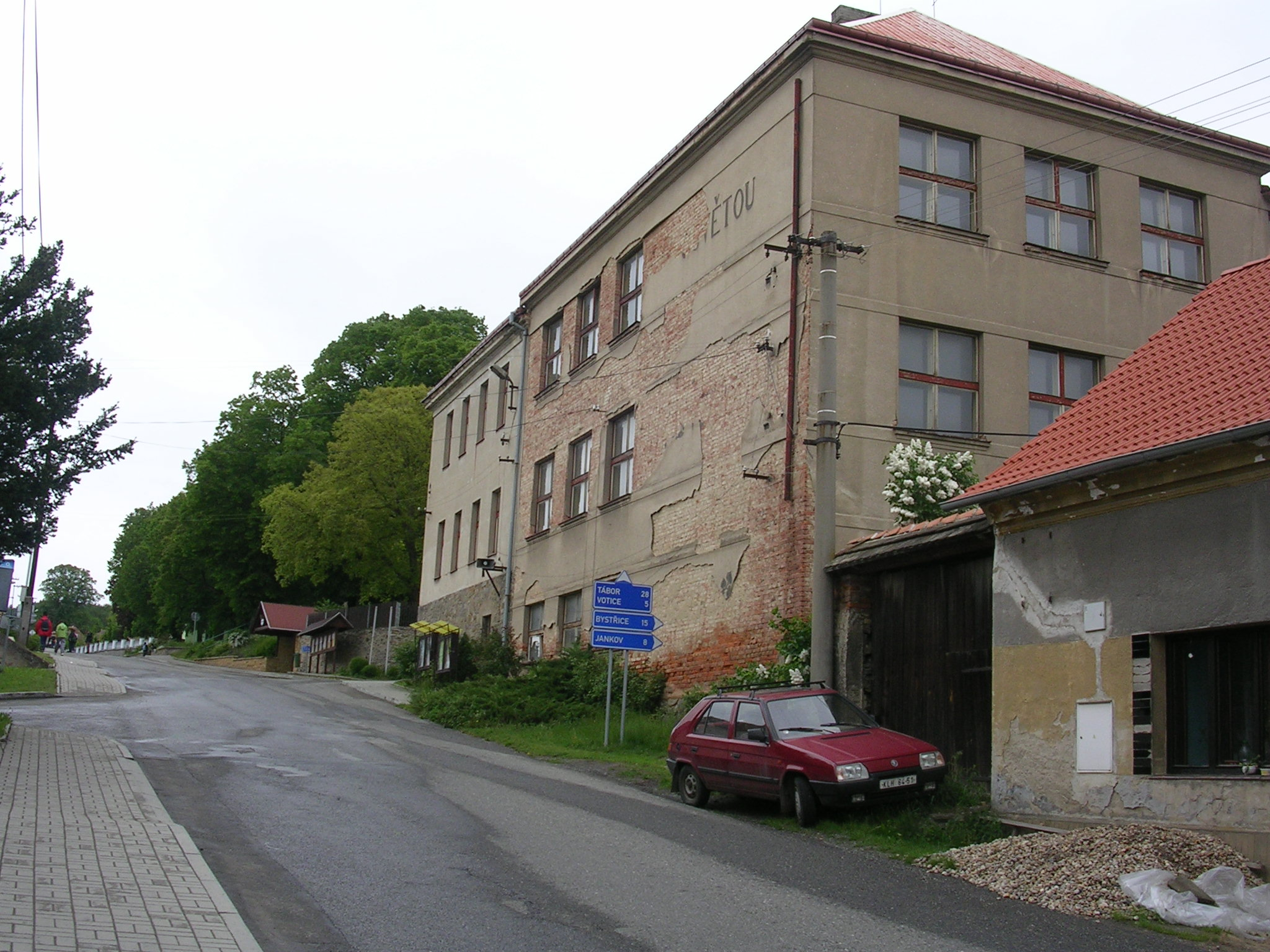
Straat in Neustupov (2009)
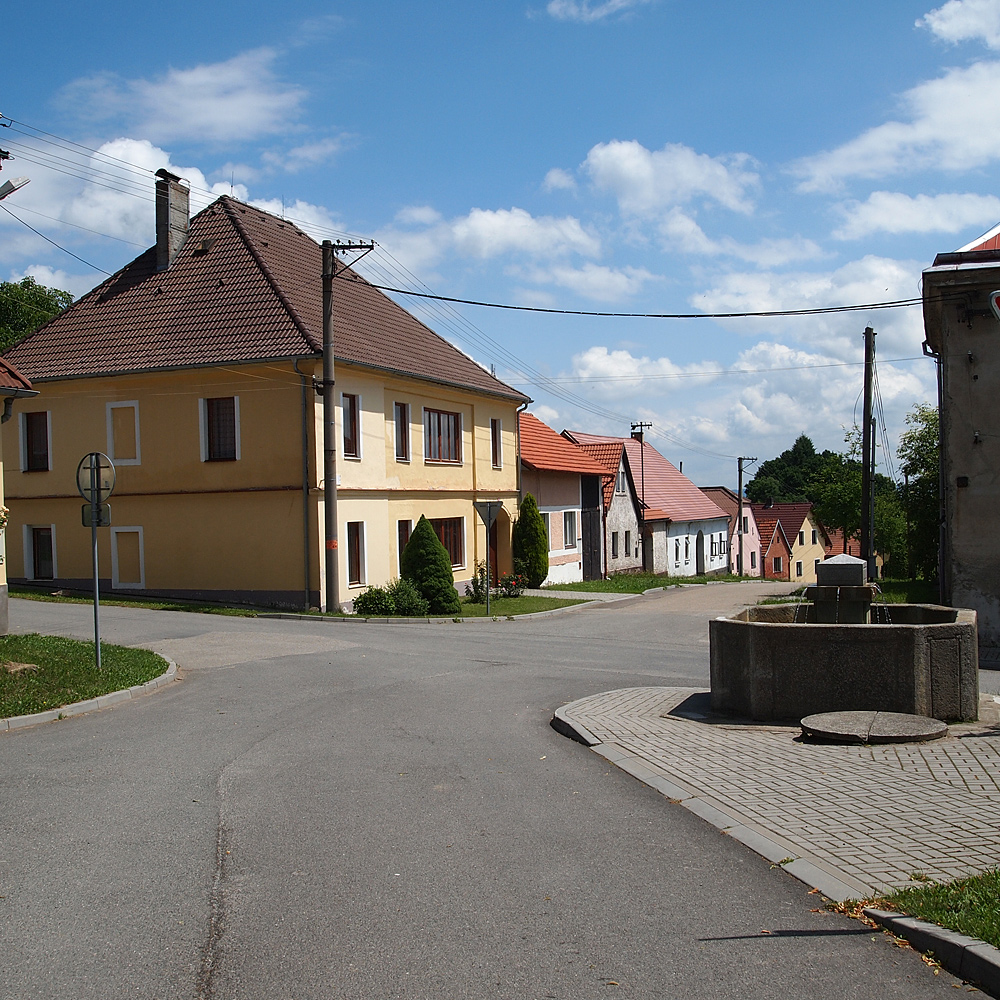
Pleintje in de stad (2012)
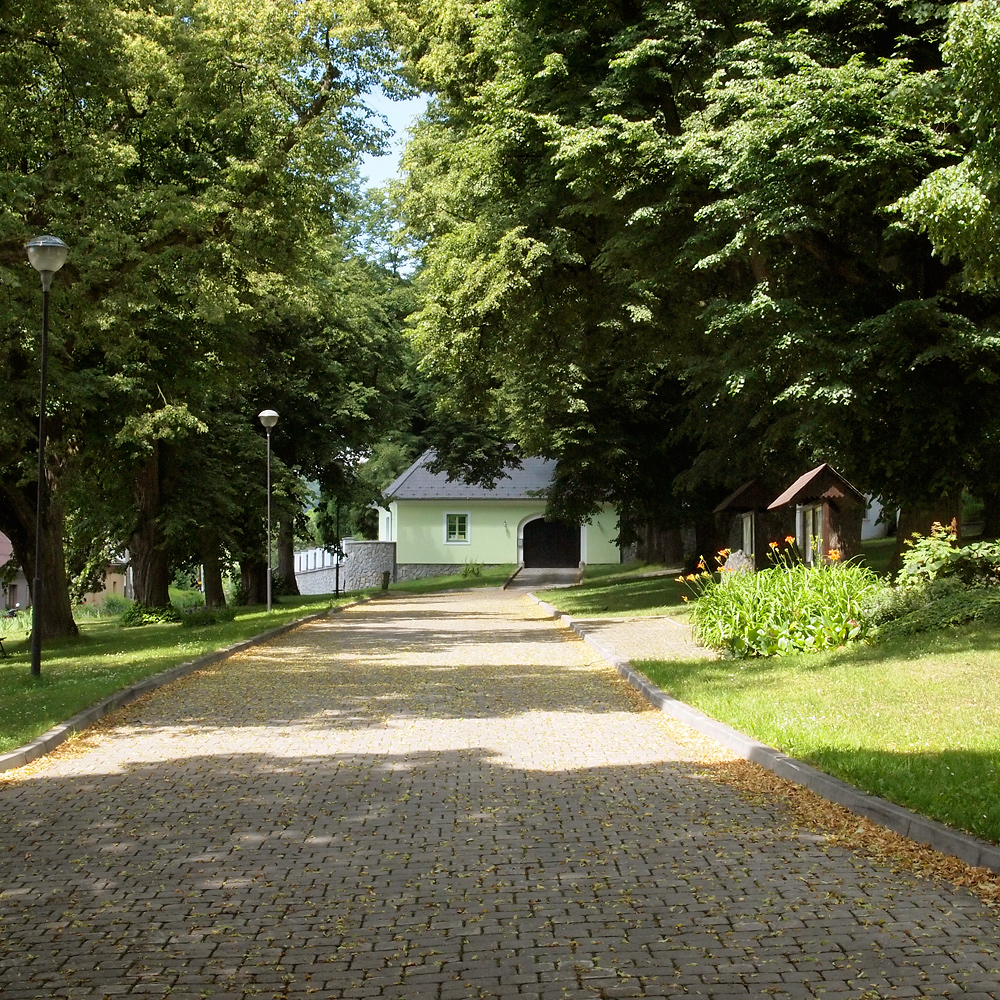
Groene straat (2012)
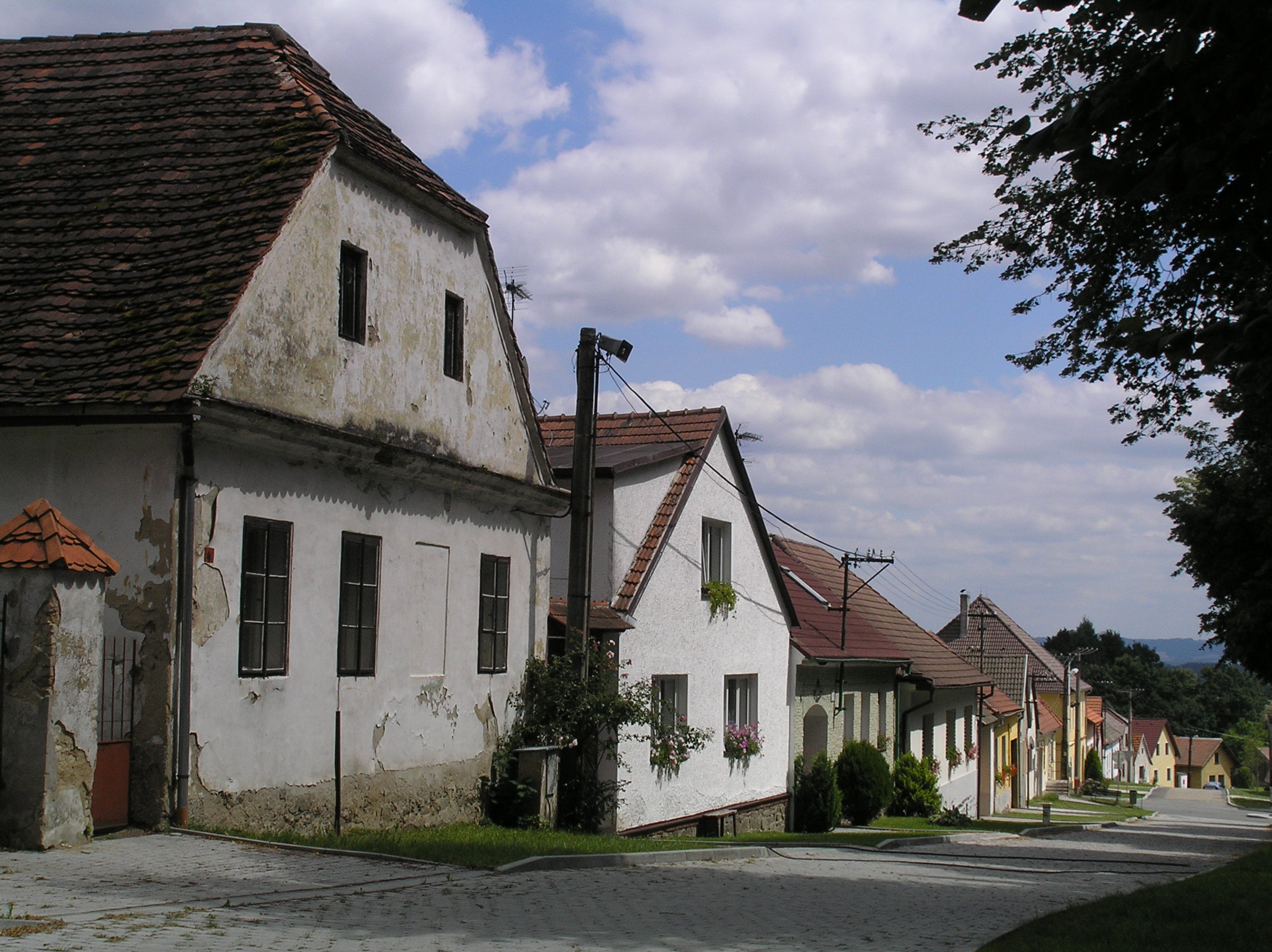
Huizen nabij het stadsplein (2007)
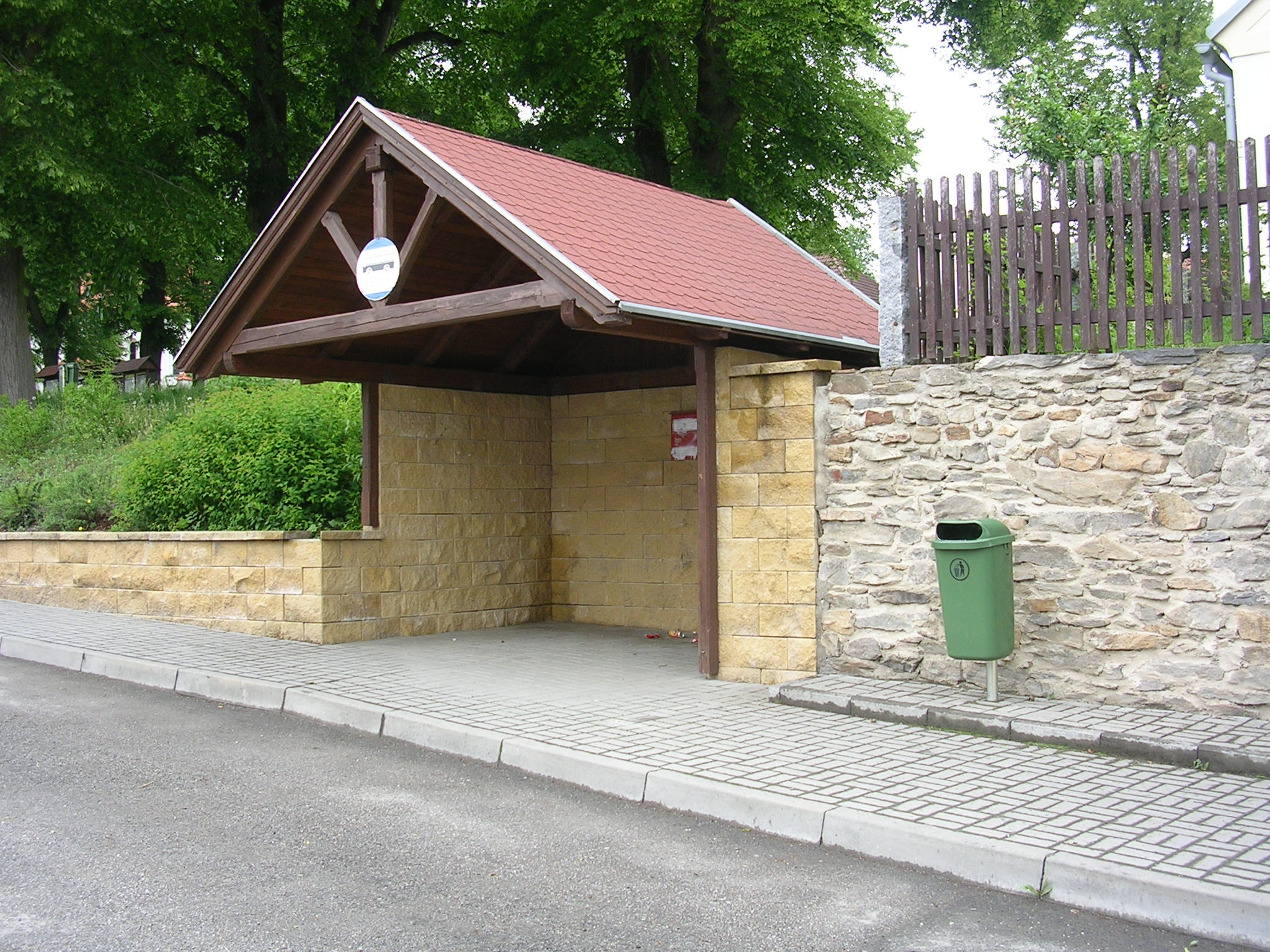
Bushalte in de stad (2009)
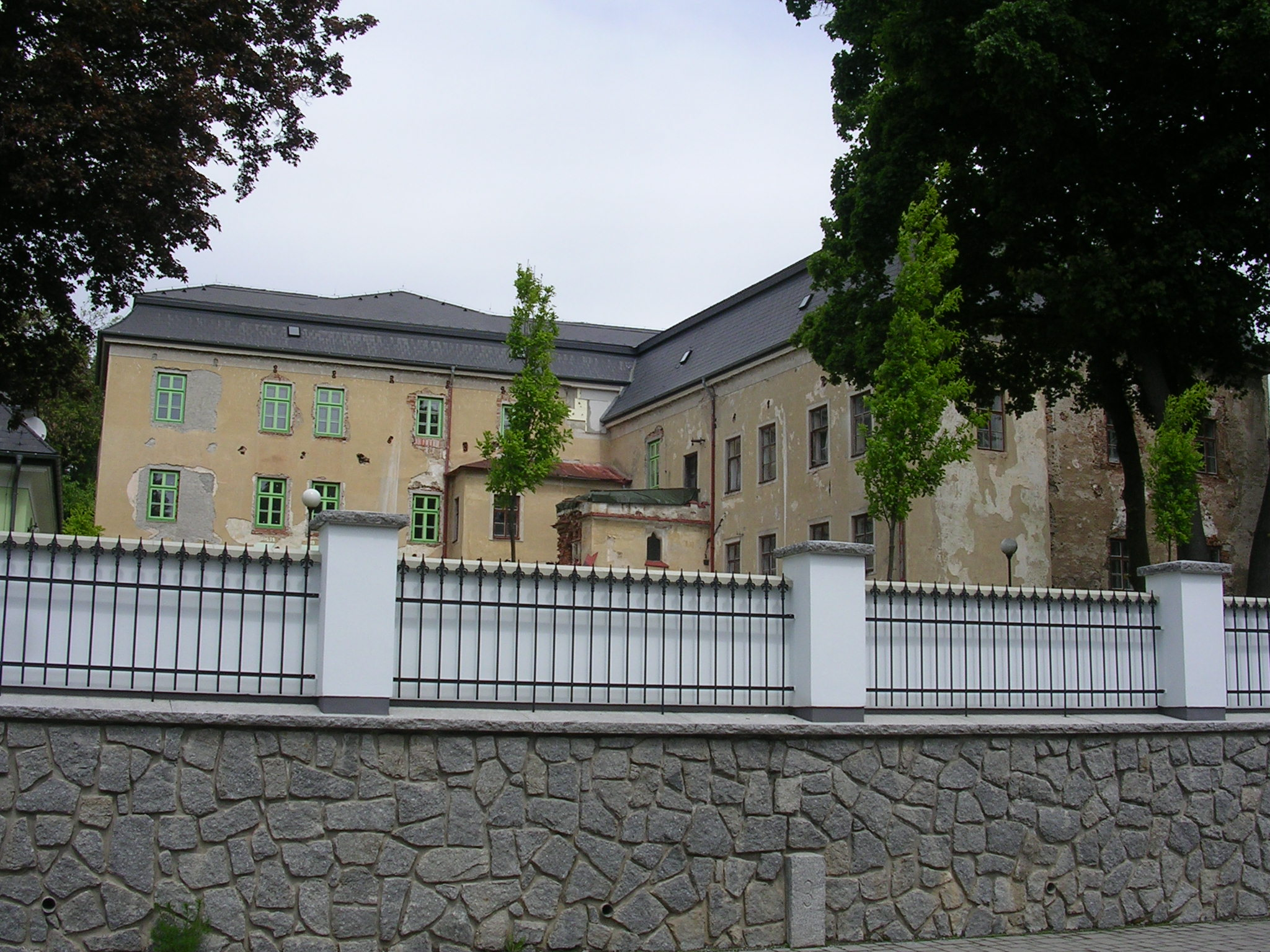
Kasteel Neustupov (2009)
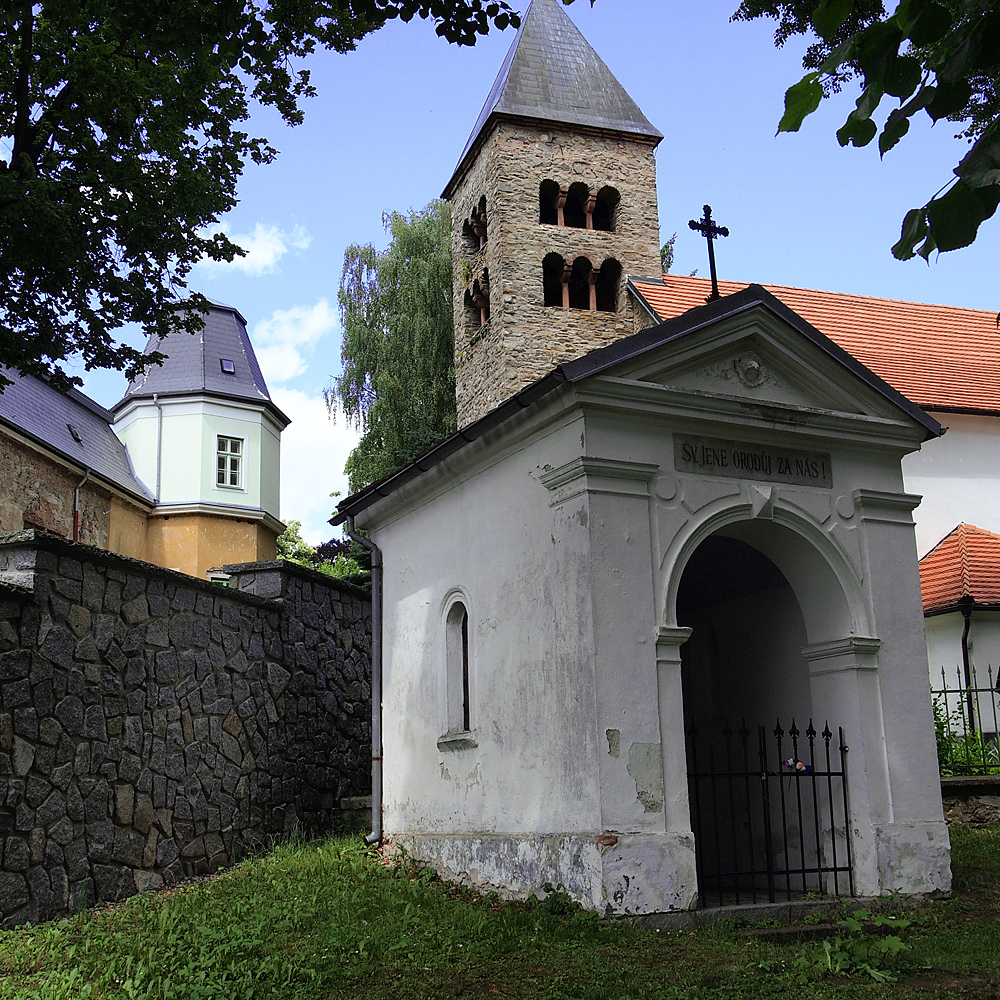
Kapel en kerk (2012)
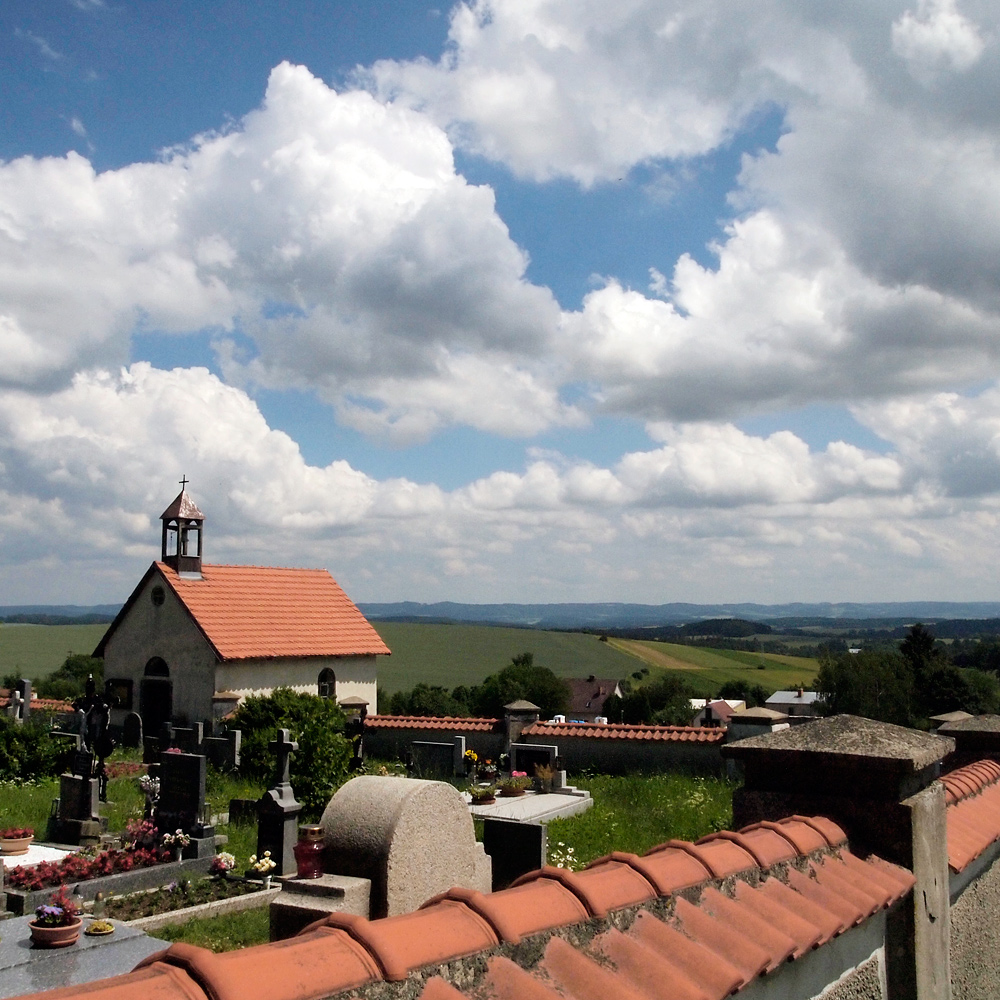
Joodse begraafplaats (2012)